# Andrée De Jongh
Andrée (Dédée) De Jongh (Schaarbeek, 30 november 1916 - Brussel, 13 oktober 2007) was een Belgische verzetsstrijdster gedurende de Tweede Wereldoorlog.

## Familiegegevens
Andrée De Jongh was de jongste dochter van Frédéric De Jongh, die schoolhoofd was en van Alice Decarpentrie. Ze werd beroepshalve verpleegster. In mei 1940 was ze werkzaam in Malmedy, maar gelet op de snelheid van de Duitse inval, keerde ze naar Brussel terug en stelde zich ten dienste van het Rode Kruis.

## De Komeetlijn
Nadat België zich had overgegeven, verpleegde Andrée De Jongh gewonde Britse soldaten in Brugge. Ze kwam er ook in contact met soldaten die waren ontsnapt als krijgsgevangene.
Samen met een vriend, Arnold Deppé, richtte zij het netwerk Comète (Komeet) op. Samen besloten Arnold en Dédée (Andrée) in 1941 een vluchtroute uit te stippelen voor de militairen. Arnold Deppé was van opleiding radiotechnicus en had voor de oorlog tien jaar aan de Frans-Spaanse grens gewerkt voor het filmbedrijf Gaumont waar hij instond voor het onderhouden van het cinemafotografisch materieel. In die tijd woonde hij in Bayonne. Arnold trok naar Zuid-Frankrijk om contacten te leggen met het plaatselijk verzet teneinde een doortocht te regelen over de Pyreneeën.
Aangekomen in Bayonne ontmoette Arnold het echtpaar De Greef met hun twee kinderen, die in mei 1940 naar het zuiden van Frankrijk waren gevlucht. Elvire De Greef-Berlemont, alias Tante Go, werd spoedig de spil van de hele organisatie in het Pyreneeëngebied. In haar huis logeerden de vliegeniers en konden zij zich voorbereiden op de gevaarlijke en zware doortocht over de Pyreneeën.
Ook Elvire De Greef, Tante Go, maakte de overtocht over de Pyreneeën. Naast haar echtgenoot werkte ook haar zestienjarige dochter, Janine De Greef, mee aan de Komeet-lijn en reisde regelmatig mee met Andrée De Jongh om 'collis' (zoals de vliegeniers werden genoemd) op te halen in Parijs.
De winter van 1942-1943 werd een slechte tijd voor de Komeet-lijn. Niet alleen werd de route over de Pyreneeën nagenoeg onbegaanbaar vanwege de zware sneeuwval, maar het werd eveneens erg gevaarlijk om de gezwollen rivier Bidassoa over te steken omwille van de vele stroomversnellingen. Enkele vluchters moesten hun vluchtpoging staken en onverrichter zake terugkeren naar het basiskamp in Urrugne, het huis van Francia Usandizaga, en noodgedwongen wachten op betere weersomstandigheden.
De Gestapo zat de lijn op de hielen. De Gestapo was in februari 1942 binnengevallen in het huis van Dédée. Haar vader Frédéric kon ontkomen en verhuisde naar Parijs. Haar zuster Suzanne die als koerier werkte werd opgepakt op 2 juli 1942. De medewerkster Nadine Dumon werd samen met haar ouders op 11 augustus 1942 gearresteerd in Ukkel. Vele betrouwbare helpers van de Komeet-lijn werden gearresteerd, omdat de lijn voortdurend geïnfiltreerd werd door de Duitse contraspionage. Zo bleken in november 1942 twee zogenaamde neergestorte Amerikaanse piloten agenten van de Gestapo te zijn, wat leidde tot de arrestatie van een honderdtal medewerkers van Komeet.
Op 15 januari 1943 viel de Gestapo de boerderij binnen van Francia Usandizaga te Urrugne, de laatste pleisterplaats voor de grote overtocht. Dédée wachtte op het begin van haar 25ste overtocht door de Pyreneeën, die ze begeleidde. Ze werd opgepakt samen met Usandizaga, haar helper en 3 piloten. Op dat ogenblik hadden reeds 118 mensen veilig de overtocht gemaakt waarvan 80 vliegeniers. Dédée werd vooraleer ze naar de kampen ging, opgesloten in kleine gevangenissen, zoals in Bayonne waar ze voortdurend hardhandig ondervraagd werd door de Gestapo.
Op 1 augustus 1943 werd Dédée naar Duitsland gedeporteerd als Nacht und Nebel-gevangene. Na een tijd te hebben doorgebracht in het concentratiekamp Ravensbrück, werd ze overgeplaatst naar concentratiekamp Mauthausen. Francia Usandizaga kwam om in KZ Ravensbrück. De vader van Dédée werd gefusilleerd op de Mont Valérien.
Dédée overleefde de twee jaren in de concentratiekampen en werd na een akkoord tussen Heinrich Himmler en graaf Folke Bernadotte, de neef van de Zweedse koning en vicepresident van het Zweedse Rode Kruis, samen met nog 800 andere vrouwelijke gevangenen op 22 april 1945 vrijgelaten.

## Later leven
Na de oorlog zette Andrée De Jongh zich in voor de verzorging van lepralijders achtereenvolgens in Belgisch-Congo, Kameroen, Ethiopië en Senegal. De laatste jaren van haar leven woonde zij in Brussel.
Voor haar daden tijdens de oorlog kreeg Andrée De Jongh de Amerikaanse Medal of Freedom met gouden palm en de Britse George Medal. In Frankrijk werd ze Officier de la Légion d'honneur. In België ontving ze de volgende eretekens: officier in de Leopoldsorde, Oorlogskruis 1940-45, medaille van de Weerstand. Zij kreeg de honoraire rang van luitenant-kolonel in het Belgisch leger.
In 1985 werd ze opgenomen in de adelstand met de titel van gravin. Ze koos voor wapenspreuk 'Servitio libertatis'. Ze werd eveneens doctor honoris causa van de Université catholique de Louvain.

## Historische fictie
- Tim VAN STEENDAM, De weg naar San Sebastian, 2023. ISBN 9789464445497 (coll. Helden van het verzet, nr. 1)